# Ястшембник (Любуське воєводство)
Ястшембник (пол. Jastrzębnik, нім. Christophswalde) — село в Польщі, у гміні Санток Ґожовського повіту Любуського воєводства.
Населення — 238 осіб (2011).
У 1975-1998 роках село належало до Гожовського воєводства.

## Демографія
Демографічна структура станом на 31 березня 2011 року:
|          | Загалом | Допрацездатний вік | Працездатний вік | Постпрацездатний вік |
| -------- | ------- | ------------------ | ---------------- | -------------------- |
| Чоловіки | 130     | 26                 | 90               | 14                   |
| Жінки    | 108     | 19                 | 65               | 24                   |
| Разом    | 238     | 45                 | 155              | 38                   |